# Siderolamprus enneagrammus
Siderolamprus enneagrammus — вид веретільницеподібних ящірок родини Diploglossidae. Ендемік Мексики.

## Поширення і екологія
Siderolamprus enneagrammus мешкають на атлантичних схилах Мексиканського нагір'я, в штатах Веракрус, Пуебла і Оахака. Вони живуть в соснових, дубових і змішаних гірських субтропічних лісах, трапляються на пасовищах. Зустрічаються на висоті від 1000 м до 1830 м над рівнем моря.